# Teatr w Bosrze
Teatr w Bosrze (arab. المسرح الروماني ببصرى) – starożytny teatr rzymski znajdujący się w mieście Bosra w Syrii. Jest częścią dawnego miasta starożytnego Bosra wpisanego na listę światowego dziedzictwa UNESCO.

## Historia
Data wybudowania teatru nie jest pewna: część źródeł podaje ją jako koniec pierwszej połowy II w. n.e., inne zaś przyjmują ją za drugą połowę II w. n.e. Jest wielce prawdopodobne, że jego budowę rozpoczęto i ukończono za panowania cesarza rzymskiego Trajana. Teatr został obliczony na 15 tys. miejsc.
Teatr pierwotnie został wybudowany poza murami miasta, lecz później został otoczony przez twierdzę Ajjubidów. Za czasów Omajjadów i Abbasydów otoczono go umocnieniami, a później za Fatymidów w 1089 roku został zamieniony w twierdzę, po której pozostała m.in. najstarsza zachowana średniowieczna wieża.  
W latach 1947 – 1970 teatr został odnowiony, odkryto go ze znacznych ilości piasku, które mogły przyczynić się do ochrony wnętrza teatru. 
W 1980 roku dawne miasto Bosra zostało wpisane na listę światowego dziedzictwa UNESCO. W wyniku trwających działań zbrojnych spowodowanych wojną domową w Syrii obiekt wpisano w 2013 roku na listę obiektów zagrożonych światowego dziedzictwa UNESCO. 